# 蘇聯與聯合國
苏联是联合国创始成员国之一以及联合国安理会五大常任理事国之一。1991年苏联解体以后，苏联在联合国的席位由俄罗斯联邦继承。

## 创建联合国
苏联在联合国和其它主要国际和区域组织中发挥了积极作用（active role / 活躍的角色）。应美国的提倡，苏联于1945年在联合国的成立中发挥作用。苏联坚持联合国安全理事会享有否决权，《联合国宪章》的修改应得到联合国安理会五大常任理事国的一致通过。
从1945年联合国成立到1955年，西方国家在联合国占多数，只有少数非西方国家加入联合国。1955年以来随着更多国家独立并加入联合国，美国对联合国大会支配权得以终结。这些新国家加入联合国以后在西方国家和苏联之间选边站的情形，使苏联得以扩充盟友阵营
。
1945年联合国刚刚成立时，苏联抗议印度和菲律宾的联合国会员国资格，因为联合国原则上只接纳主权独立国家作为其会员国。苏联要求其15个加盟共和国成为联合国会员国，但美国同样要求其48个州成为联合国会员国。最终苏联两个加盟共和国乌克兰和白俄罗斯与苏联一同加入联合国，因此1945年至1991年苏联在联合国享有三个席位（俗称“一国三席”），美国则放弃将其州份加入联合国的要求。

## 安理会及否决权
截至1973年，联合国安全理事会总共128次否决中，苏联行使了109次否决权，其中18次用于保护其国家利益不受美国侵犯，其余的则用于应对冷战中西方国家采取的反共行动。行使否决并不一定使事态陷入僵局，对于苏联行使的75%的否决权，联合国都采取了进一步行动。
苏联深信并坚称否决权是联合国安全理事会的重要组成部分，并提出可在联合国安全理事会和联合国大会行使否决权的意见。1950年苏联驻联合国代表安德烈·维辛斯基声称，否决权是联合国的基石和最高原则。

## 對華關係
1949年中华人民共和国成立以后，中国共产党掌控中国大陆，中國國民黨領導的中華民國政府退守臺灣地區，中華民國虽仍在联合国继续代表中国，但中国在联合国的代表权已出现争端。苏联支持中国共产党以对抗西方国家，但聯合國安全理事會的主要成員國為美國與其盟友，均視中华人民共和国为非法政权，极力阻止中华人民共和国获取中国在联合国的代表权。1971年中华人民共和国获取中国在联合国的代表权以前，苏联是承认中华人民共和国合法性的16个国家之一。
1950年1月中苏关系出现重大转折，苏联驻联合国代表抵制联合国活动以抗议中華民國继续享有中国在联合国席位。苏联驻联合国代表雅科夫·马利克是唯一離席抗議的联合国代表，他声称苏联会进一步抵制联合国安全理事会。苏联驻联合国代表缺席，导致联合国安全理事会通过了联合国军参加朝鲜战争的投票。苏联对联合国的抵制发生了事先未能预料的失败。
各国质疑苏联对华关系以及中国代表权问题上的行动，因为苏联总是投票支持中华人民共和国代表中国。

## 与西方关系
多年来，西方国家在联合国审议中发挥了指导作用，但到了1960年代，许多殖民地获得独立并加入了联合国。这些国家占据了联合国大会和联合国其它机构的多数席位，且越发接受苏联的反帝国主义号召。到1970年代，联合国的审议工作越来越反对西方国家尤其是美国，联合国大会中亲苏和反美的投票趋势就证明了这一点。
1987年西方媒体报道说，作为苏联盟友的东欧和亚洲社会主义国家从联合国得到的发展援助比从苏联得到的多。这与社会主义国家对联合国建立国际经济新秩序的口头支持相矛盾，这种新秩序将把财富从富裕的北半球国家转移给贫穷的南半球国家。1987年9月苏联宣布将偿还其欠联合国的部分债务。
苏联的外交政策立场并未在联合国赢得支持。苏联和第三世界国家常常认为，帝国主义造成并继续维持世界财富分配的差距，并反对苏联对第三世界的适当援助。苏联还因其侵占阿富汗，以及越南侵占柬埔寨遭到强烈反对，1987年苏联提出的关于建立国际和平与安全综合体系的建议支持者也寥寥无几（第三世界国家弃权即是明证）。

## 与联合国各机构关系
1950年1月苏联曾因中国在联合国代表权问题抵制联合国，但1950年8月苏联又重返联合国各机构，这开启了苏联积极参与国际和区域组织的新政策。截至1980年代末期，苏联已加入联合国大多数机构，但仍拒绝参加农业、粮食和人道主义救济等各项工作。
戈尔巴乔夫时代，苏联一再建议联合国更多地参与解决超级大国和区域的问题及冲突。尽管这些建议没有得到执行，但它们构成了苏联外交政策的新举措，与过去苏联外交政策的性质截然不同，有利于缓解世界紧张局势。

## 苏联解体与席位继承
1991年12月21日除爱沙尼亚、拉脱维亚、立陶宛、格鲁吉亚以外的原苏联11个加盟共和国共同发布《阿拉木图宣言》，声明成立獨立國家聯合體并终止苏联的存在，同年12月25日唯一一任蘇聯總統米哈伊尔·谢尔盖耶维奇·戈尔巴乔夫辞职，翌日苏联最高苏维埃共和国院宣告苏联终止存在，苏联完全解体。根据《阿拉木图宣言》精神，俄罗斯联邦继承了苏联中央政府在联合国的席位。

## 脚注
1. ↑  当时为英属印度，1947年以印巴分治方式独立，其中印度自治领（印度共和国前身）继承了英属印度在联合国的席位。
2. ↑  当时为菲律賓自由邦，是美国非合并属地，1946年独立为菲律宾共和国。
3. ↑  除俄罗斯苏维埃联邦社会主义共和国以外。
4. ↑  当时阿拉斯加和夏威夷尚未成为美国州份。